# Vilayet de l'Archipel
Pour les articles homonymes, voir Archipel (homonymie).
1867–1913
Entités précédentes :
- Empire ottoman (Pachalik de l'Archipel)

Entités suivantes :
- Chypre britannique (1878)
- Dodécanèse italien (1912)
- Royaume de Grèce (Îles Égéennes)

Le vilayet de l'Archipel (en turc ottoman : ولايت جزائر بحر سفيد), est une ancienne province ottomane qui a existé de 1867 à 1912-1913. Elle comprenait les îles de l'est de la mer Egée, les forteresses des Dardanelles et, pendant une courte période, l'île de Chypre.

## Histoire

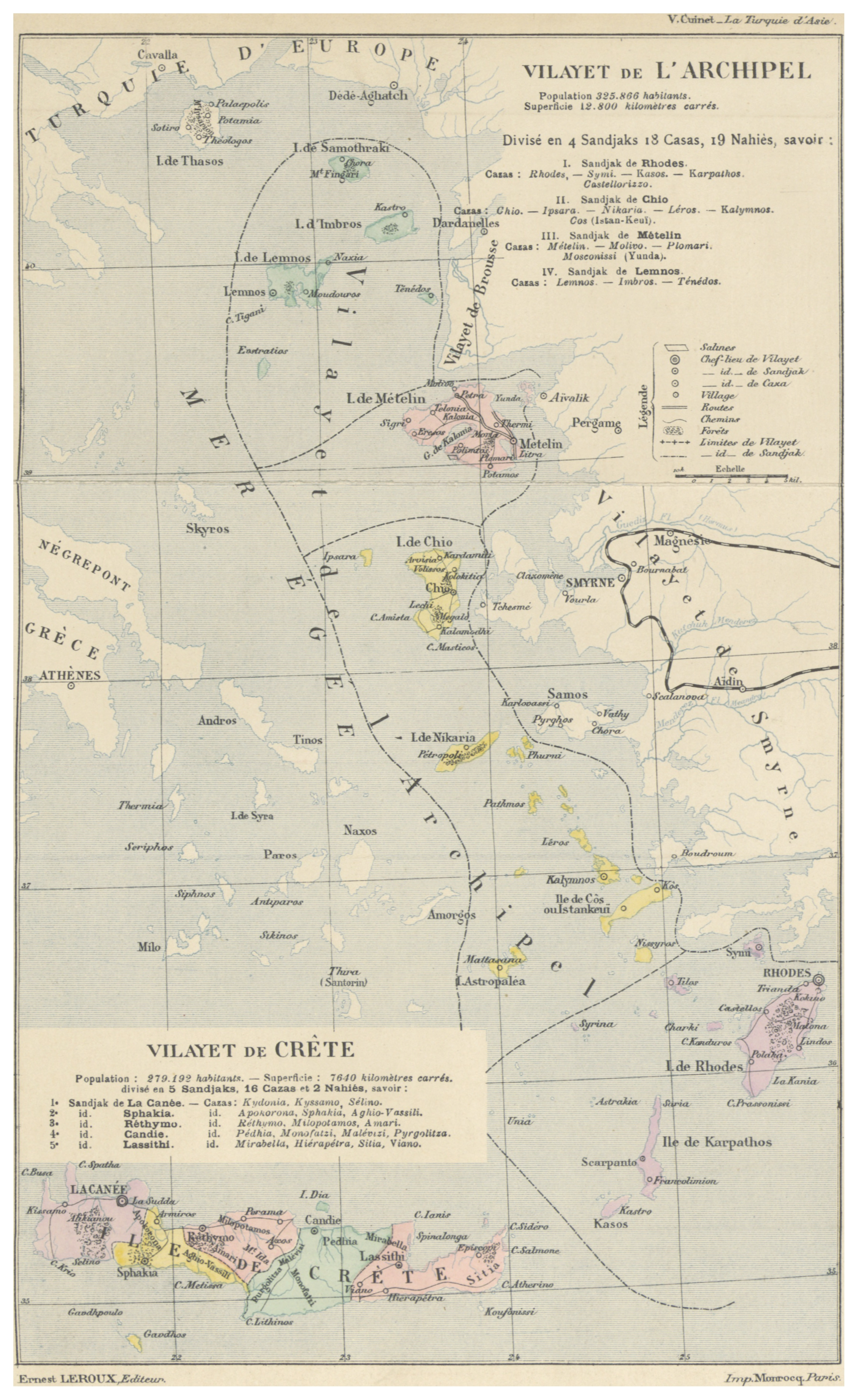
Vilayet de l'Archipel en 1890

La province est établie en 1867 pendant les réformes du tanzimat : elle remplace l'eyalet ou pachalik de l'Archipel qui existait depuis 1533. Elle comprend plusieurs subdivisions (sandjaks): 
- Sandjak de Biga (Çanakkale), siège du gouverneur jusqu'en 1876-1877 : il est alors rattaché au vilayet de Constantinople.
- Sandjak (en) de Rhodes
- Sandjak de Mytilène
- Sandjak (en) de Chios
- Sandjak de Lemnos

Le sandjak de Suğla (Izmir), ancien siège du pachalik de l'Archipel, est rattaché au vilayet d'Aydin en Anatolie. L'île de Chypre forme un sandjak du vilayet de l'Archipel de 1868 à 1870, puis redevient un mutasarrifat séparé dépendant directement de la Sublime Porte avant de devenir le protectorat britannique de Chypre en 1878.
Les défaites ottomanes dans la guerre italo-turque de 1911 et la guerre balkanique de 1911-1912-1913 entraînent la perte de Rhodes et du Dodécanèse, cédés  au royaume d'Italie, et des autres îles de l’Égée orientale, cédées à la Grèce. Le vilayet de l'Archipel est alors supprimé, l'Empire ottoman ne conserve que les îles d'Imbros (Gökçeada) et Ténédos (Bozcaada).

## Gouverneurs
- Kayserili Ahmed Paşa (tr)1867-1873
- Mehmed Nazif Paşa 1873
- Ömer Fevzi Paşa (tr) 1873-1874

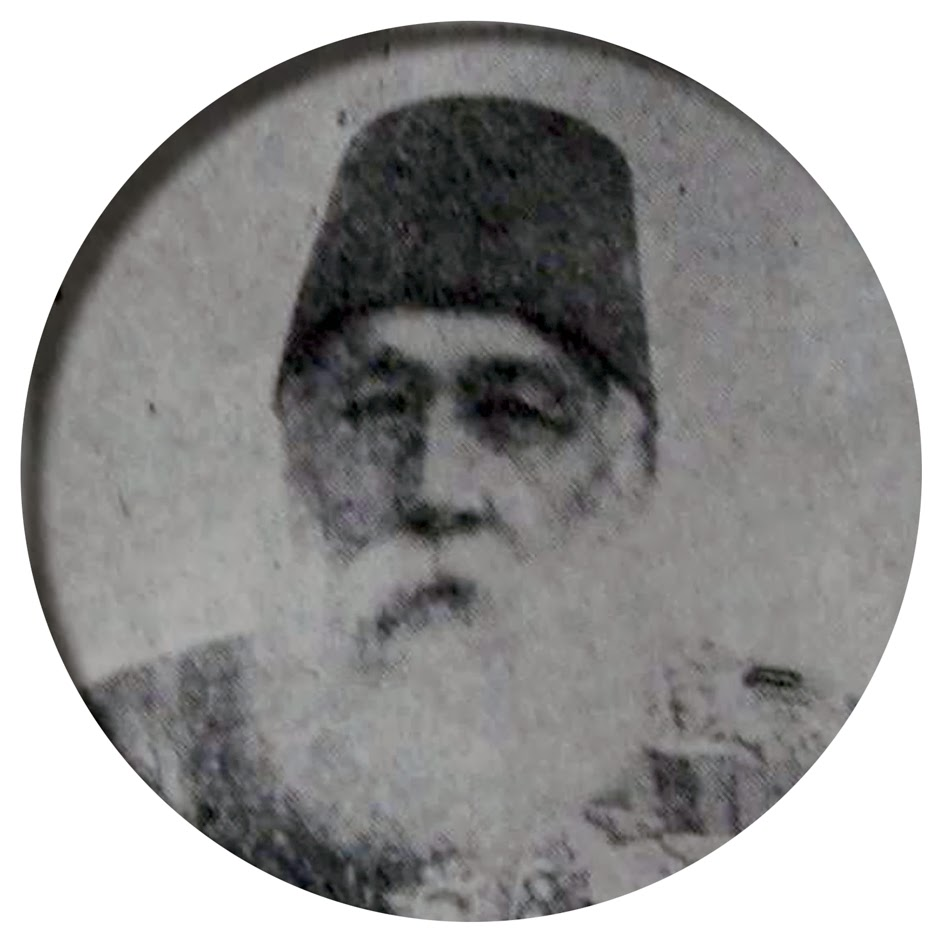
Abdullah Galib Paşa, gouverneur de l'Archipel (1885-1886) puis de Salonique (1886-1891)

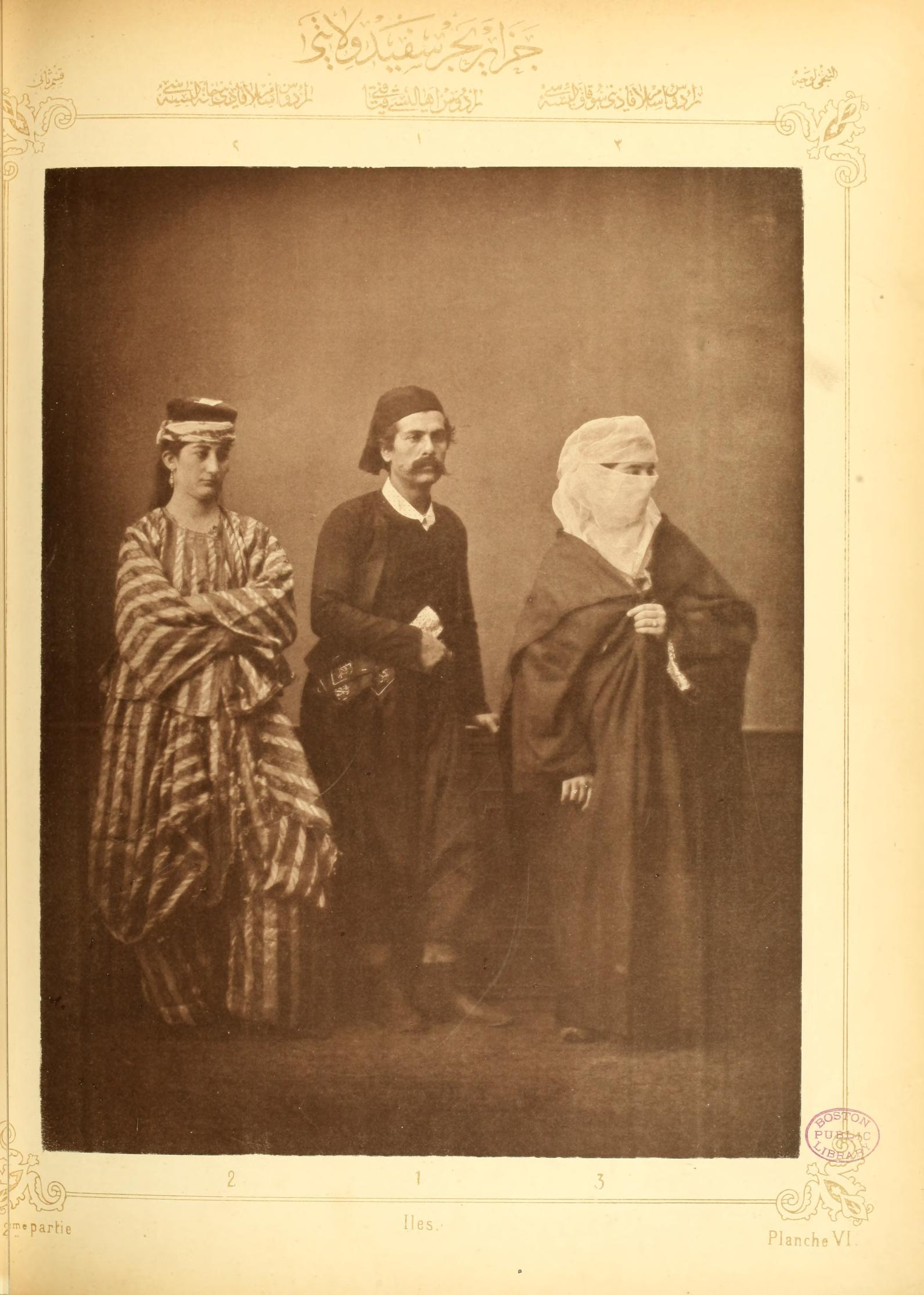
Costumes musulmans de Rhodes. Pavillon ottoman de l'exposition universelle de Vienne, Pascal Sebah, 1873

- Moralı İbrahim Halil Paşa (tr)1874-1877
- Sava Paşa (tr)1877-1878
- Mehmed Sadık Pasha (en)1878-1881
- Süleymaniyeli Mehmed Said Paşa 1881-1882
- Raşid Naşid Paşa 1882-1883
- Mehmed Nazif Paşa 1883-1884
- İsmail Hakkı Paşa (tr)1884-1885
- Abdullah Galib Paşa (tr) 1885-1886
- Mehmed Akif Paşa (en)Mehmed Akif Paşa 1886-1893
- Abidin Paşa (tr)1893-1906
- Hüseyin Nazım Paşa1906-1908
- Ali Ekrem Bey (tr) 1908-1910
- İbrahim Selim Susa Efendi 1910-1911
- Ali Ekrem Bey 1912
- Ali Subhi Bey 1911-1912

### Sources et bibliographie
- (en) Cet article est partiellement ou en totalité issu de l’article de Wikipédia en anglais intitulé « Vilayet of the Archipelago » (voir la liste des auteurs) dans sa version du 19 août 2016.